# Bataille de fort Buchanan
Notes
3 victimes civiles tuées
Guerres apaches
Batailles
- Point of Rocks (en)
- Wagon Mound (en)
- Combat de Bell (en)
- Cieneguilla (en)
- Ojo Caliente Canyon (en)

- Diablo Mountains (en)
- Expédition d'Antelope Hills (en)
- Little Robe Creek (en)
- 1re Adobe Walls

- Cooke's Spring (en)
- Expédition de Bonneville (en)
- Madera Canyon (en)
- Mimbres River (en)
- Affaire Bascom
- Tubac
- Cooke's Canyon
- Florida Mountains
- Gallinas Mountains
- Placito
- Pinos Altos
- 1re Dragoon Springs
- 2e Dragoon Springs
- Apache Pass
- Big Bug
- Mowry (en)
- Mount Gray
- Doubtful Canyon
- Fort Buchanan

- Pipe Spring

- Camp Grant
- Wickenburg
- Burro Canyon
- Tonto Basin
- Salt River Canyon
- Turret Peak (en)
- Sunset Pass (en)

- Yellow House Canyon (en)

- Ojo Caliente
- Las Animas Canyon
- Hembrillo Basin (en)
- Alma (en)
- Fort Tularosa (en)
- Carrizo Canyon (en)

- Cibecue Creek
- Fort Apache (en)
- McMillenville (en)
- Big Dry Wash
- Lordsburg Road
- Devil's Creek (en)
- Little Dry Creek (en)
- Nacori Chico
- Bear Valley (en)
- Pinito Mountains

- Kelvin Grade (en)
- Cherry Creek (en)
- Guadalupe Canyon (en)

- Stanwix Station
- Picacho Pass
- Tucson
- Apache Pass
- La Paz
- Pecos River
- Mount Gray
- Doubtful Canyon
- Fort Buchanan

- Mesilla (1re)
- Tubac
- Cooke's Canyon
- Florida Mountains
- Gallinas Mountains
- Placito
- Pinos Altos
- Canada Alamosa
- Valverde
- Stanwix Station
- Picacho Pass
- Dragoon Springs (1re)
- Dragoon Springs (2e)
- Tucson
- Mesilla (2e)
- Apache Pass
- La Paz

La bataille de fort Buchanan est une attaque apache contre le poste de l'armée des États-Unis du vieux fort Buchanan dans le sud de l'Arizona, qui s'est déroulée le 17 février 1865. Bien que n'étant qu'une escarmouche, elle se termine en victoire significative des Apaches lorsqu'ils forcent la petite garnison de volontaires de Californie à se retirer vers les montagnes Santa Rita (en). Le fort Buchanan est le seul poste militaire américain conquis pendant la guerre contre les Chiricahuas.

## Contexte
En raison de la guerre de Sécession aux États-Unis de 1861 à 1865 et des nombreux conflits impliquant différentes tribus amérindiennes, l'armée de l'Union est peu présente sur la frontière. La moitié méridionale du territoire du Nouveau-Mexique et le territoire de l'Arizona nouvellement créé  rejoignent la Confédération en 1861. Aussi des troupes de Californie sont levées pour occuper la région. Après la confrontation du lieutenant George Nicholas Bascom (en) de 1860 contre le chef Cochise appelé parfois l'affaire Bascom, les Apaches commencent à attaquer les troupes de l'Union et de la Confédération en Arizona. Au début 1865, la Chiricahua War est encore en cours. Selon les rapports au moment de l'attaque, seuls neuf cavaliers américains arment le fort, qui est constitué de murs d'enceinte et d'un petit groupe de bâtiments militaires dont une guérite de sentinelle (en). Le caporal Michael Buckley de la compagnie L du 1st California Cavalry est au commandement et avec les huit autres, il occupe la guérite de sentinelle qui est très similaire à une petite maison,

## Bataille
La bataille commence le matin du 17 février 1865, à une trentaine de kilomètres du fort quand deux arpenteurs du bureau général des terres et un jeune enfant mexicain sont attaqués. William Wridgtson et Gilbert W. Hopkins sont en route d'un ranch des Santa Ritas vers le fort, actuellement à 5 km à l'ouest de Sonoita. Soudainement, des douzaines de guerriers apaches ouvrent le feu avec des fusils et des arcs. Tous sont à cheval et une poursuite s'engage alors en direction du fort Buchanan. Les trois hommes y sont pratiquement arrivés quand ils sont submergés et tués. L'armée des États-Unis rapporte que les trois hommes n'ont pas cherché à se défendre, aucun coup de feu n'a été entendu et le caporal Buckler dira plus tard qu'il ne savait pas que Wrightson et Hopskins étaient dans la région. Le mont Wrightson (en) et le mont Hopkins (en), les deux plus hauts sommets des Santa Ritas, seront nommés plus tard en leur honneur.

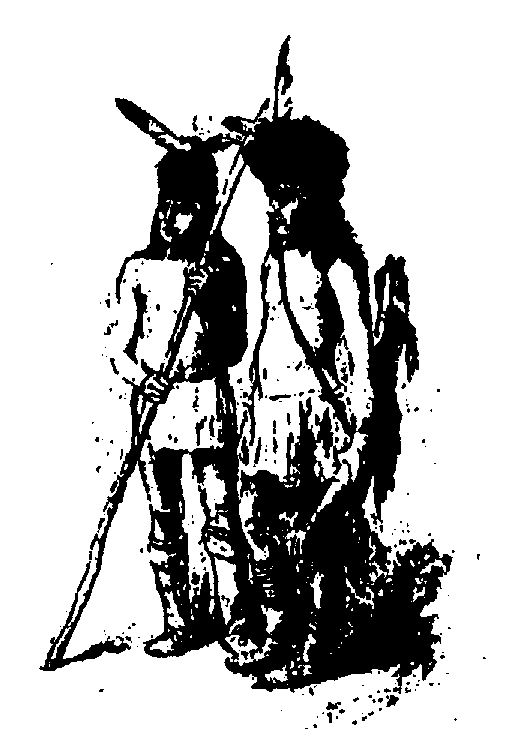
Guerriers apaches dans leur costumes traditionnels.

Ensuite, les Apaches viennent à proximité de la guérite de sentinelle où le caporal Buckley est assis sur le porche alors que cinq autres soldats sont à l'intérieur. Le caporal ne sait pas qu'il est attaqué et a envoyé auparavant deux hommes faucher du foin dans un champ à proximité et un homme chasser. Les Apaches font une approche silencieuse et commencent l'attaque par tirer sur le caporal. Michael est encore assis sur le porche lorsqu'un guerrier se faufile près de lui et ouvre le feu, une balle se loge dans la cuisse de Buckley et il lève alors son revolver et tue le guerrier qui a tiré le coup de feu. Buckley rampe alors à l'intérieur du bâtiment alors qu'une nuée de guerriers l'encerclent rapidement. Un soldat à ce moment ouvre le feu couvrant Buckley et tue un second Apache. Les Américains prennent des positions défensives contre un ennemi, qui selon les estimations de Bukley, s'élève à soixante-quinze hommes. Ils font feu avec leurs fusils au travers des meurtrières et résistent à une première attaque à bout portant. À partir de là, les Amérindiens combattent les Américains à une plus grande distance.
Finalement, les Apaches mettent le feu au bâtiment et plusieurs minutes plus tard alors que le toit est en feu, Buckley ordonne la retraite. Pour ce faire, ils doivent charger au travers de l'ennemi vers les collines environnantes en tirant furieusement et sont poursuivis jusqu'à ce qu'ils atteignent les collines où les Apaches abandonnent. Le caporal Buckley et ses hommes marchent à pied vers les mines dans les Santa Ritas et y trouvent la sécurité. Le soldat George English, qui a été envoyé à la chasse avant l'attaque, n'a plus jamais été vu et on n'en a jamais plus entendu parler, il est le premier à être inscrit comme disparu jusqu'à ce qu'il soit présumé mort. Les deux soldats qui fauchent le foin entendent le bruit des coups de feu et retournent vers le fort et quand ils y arrivent, ils le trouvent encerclés par les guerriers qui vident les bâtiments de leurs biens et les incendient. Ils se replient vers les Santa Ritas et rejoignent plus tard leur troupe.

## Conséquences

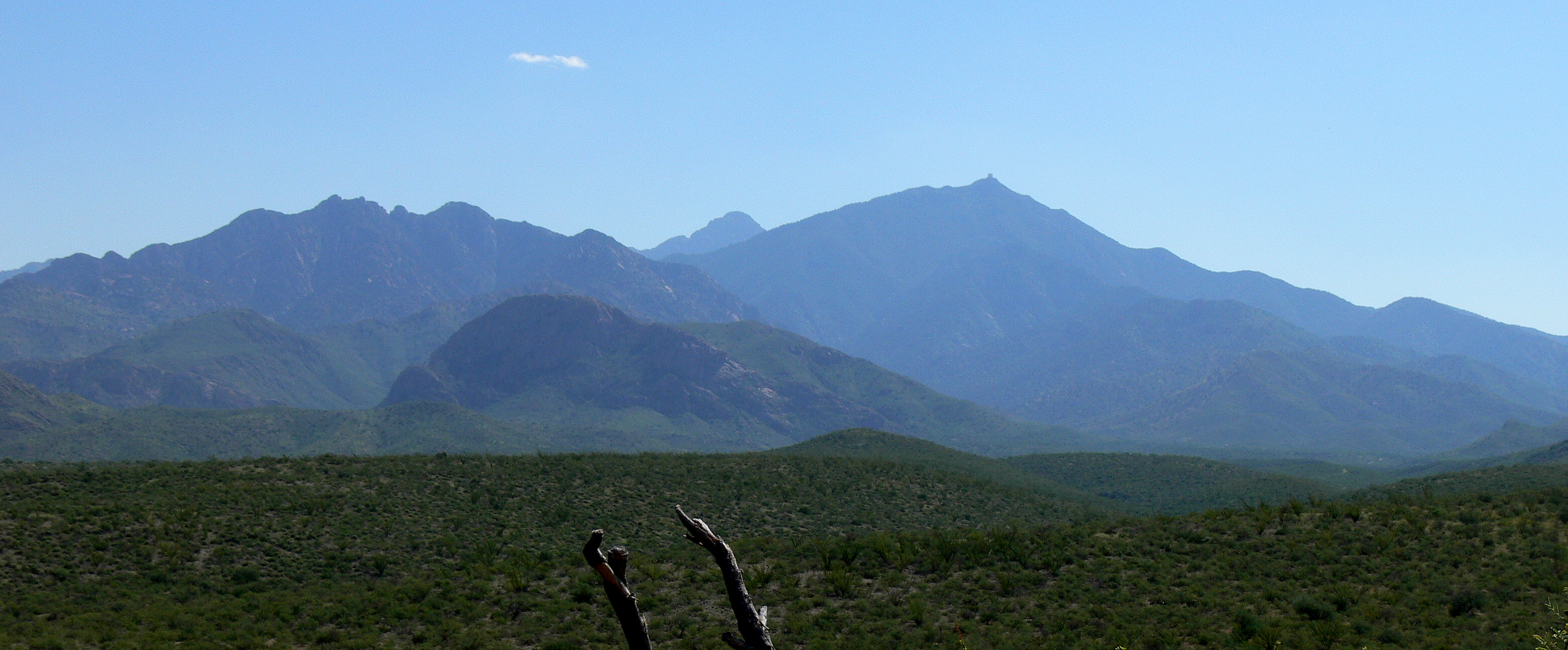
Les monts Wrightson (au centre) et Hopkins (à droite).

Deux Apaches sont confirmés comme ayant été tués par Buckley qui dit aussi qu'à cause de la fumée de leurs fusils et de l'incendie de la station, il ne peut pas dire s'il y a eu d'autres victimes. Six chevaux ont été capturés avec 250 balles et 200 rations, 2 carabines et six uniformes de la cavalerie des États-Unis. Le lendemain le capitaine John L. Miriam reçoit des nouvelles de l'attaque et part pour le fort avec vingt-cinq hommes. Juste à l'extérieur du poste, les corps de Wrightson, Hopskins et du garçon sont découverts et enterrés. Après avoir examiné l'état du fort Buchanan, le capitaine Miriam ordonne son abandon et retourne au fort Tubac (en) vers l'ouest où se trouve le reste de la compagnie L. Le Fort Crittenden (en) sera plus tard construit à un kilomètre à l'est du fort Buchanan en 1867,.